# Ferrobobfergusonita
La ferrobobfergusonita és un mineral de la fosfats que pertany al grup de la bobfergusonita. Rep el nom com a anàleg de ferro de la fergusonita.

## Característiques
La ferrobobfergusonita és un fosfat de fórmula química Na₂Fe2+₅Fe3+Al(PO₄)₆. Va ser aprovada com a espècie vàlida per l'Associació Mineralògica Internacional l'any 2017. Cristal·litza en el sistema monoclínic.
L'exemplar que va servir per a determinar l'espècie, el que es coneix com a material tipus, es troba conservat al Museu Mineral de la Universitat d'Arizona, a Tucson (Arizona), amb el número de catàleg: 21437, i al projecte rruff, amb codi: r140993.

## Formació i jaciments
Va ser descoberta a la mina Victory, situada a la localitat de Custer, al comtat de Custer (Dakota del Sud, Estats Units). Es tracta de l'únic indret de tot el planeta on ha estat descrita aquesta espècie mineral.